# Walckenaeria kochi
Walckenaeria kochi este o specie de păianjeni din genul Walckenaeria, familia Linyphiidae. A fost descrisă pentru prima dată de O. P.-cambridge în anul 1872. Conform Catalogue of Life specia Walckenaeria kochi nu are subspecii cunoscute.